# Вечная жизнь Александра Христофорова
«Ве́чная жизнь Алекса́ндра Христофо́рова» — российский трагикомедийный фильм режиссёра Евгения Шелякина. Премьера фильма в России состоялась 18 октября 2018 года.

## Сюжет
Александр Иванович Христофоров (Алексей Гуськов), бывший театральный актёр, работающий аниматором в курортном городке, давно знает, что безнадёжно болен. Ночами ему снятся кошмары — сцены собственных похорон, на которых никто не хочет сказать доброго слова о «виновнике торжества».
Коллега-актёр, нашедший себя в роли «Целителя» (Станислав Любшин), дарит ему некую бутылочку. В ней прозрачная жидкость, очень похожая на эликсир бессмертия или «живую воду», «нечто, ещё не известное медицине». Скептик Христофоров с лёгкостью расстаётся со странной настойкой, пытаясь помочь едва знакомой девушке (Полина Пушкарук). Буквально через несколько секунд обстоятельства убеждают его в чудодейственных свойствах утраченного препарата, и Александр с помощью друга детства (Тимофей Трибунцев), который как опытный врач просто вынужден порой верить в чудеса (точнее, помогать поверить в чудо своим пациентам), пытается вернуть или хотя бы воссоздать свою последнюю надежду.
Но Христофорову всё время мешают семейные неурядицы. Разбив нос новому мужу бывшей жены (Игорь Гордин и Лидия Вележева), в рамках процедуры примирения сторон он обязывается пройти курс психотерапии — управления гневом. Быстро выясняется, что помощь в решении проблем агрессии необходима и самому психотерапевту (Оксана Фандера) и именно Александр способен её оказать.
Вдобавок здоровье уже не позволяет Христофорову выходить на арену бутафорского «Колизея» в роли непобедимого гладиатора Марка Агриппы — директор Игнатьич (Игорь Угольников) ссылает Александра в аттракцион «Назарет».

## В ролях
- Алексей Гуськов — Александр Иванович Христофоров, бывший актёр, аниматор «Марк Агриппа» и «Иисус»
- Тимофей Трибунцев — Соломон, друг детства Христофорова, врач 1-й Городской больницы
- Полина Пушкарук — Николь, девушка с суицидальными наклонностями
- Оксана Фандера — Маргарита, психотерапевт
- Сергей Походаев — Миша, сын Христофорова
- Роман Курцын — Евгений Бойко, аниматор «Люциус»
- Игорь Угольников — Игнатьич, директор исторического парка аттракционов «Вечная жизнь», аниматор «Цезарь»
- Лидия Вележева — Ирина, бывшая жена Христофорова
- Станислав Любшин — старый актёр из Краснодарского ТЮЗа, аниматор «Целитель»
- Сергей Епишев — Фёдор Евгеньевич, аниматор «Смерть»
- Игорь Гордин — Коля Шведов, второй муж бывшей жены Христофорова
- Юлия Зимина — Лена, ассистентка директора аттракциона, аниматор «Клеопатра»
- Сергей Бурунов — полицейский
- Алексей Вертков — почтальон
- Кристина Бабушкина — недовольная мамаша
- Игорь Хрипунов — Кирилл, участник сеансов психотерапии
- Ирина Киреева — Ольга, жена Кирилла
- Степан Девонин — Невротик (Андрей), участник сеансов психотерапии
- Анна Котова-Дерябина — Света, беременная участница сеансов психотерапии
- Александр Гох — Гоша, заключённый

## Съёмки
Основное место съёмок: Генуэзская крепость в Судаке.

## Саундтрек
- «Какая-то фигня»: Леонид Агутин, Сергей Шнуров[6][7]
- «Бесит» музыка: Тимур Есетов, Илья Погребняк, Сергей Карамушкин слова: Сергей Карамушкин, Артем Хорев исполнитель: Anacondaz
- Вальс из кинофильма «Мой ласковый и нежный зверь», автор: Евгений Дога
- «Моя бабушка курит трубку» Автор: Гарик Сукачев
- Playa «Paris streets» автор: Алексей Крупицкий
- «Скромное сердце» слова и музыка: Михаил Морсков исполнитель: Полина Пушкарук
- «My illusion is my lord» слова и музыка: Михаил Морсков исполнитель: Сергей Походаев
- «Not a loser» слова и музыка: Михаил Морсков, Артем Федотов исполнитель: Сергей Походаев
- «Labyrith» слова и музыка: Sollar
- «Violence and fear» слова и музыка: Артем Федотов, Михаил Морсков исполнители: Вероника Шрамко, Михаил Морсков
- «Tactical move» автор: Paul Clarvis
- «Dimitrius» автор: Dimitrius, Sarah Gillespie
- «Voodoo highway» авторы: Adam Drake, Gareth Johnson
- «One more lonely night» авторы: Terry Devine-King, Steve Levine
- «It’s all over» авторы Dan Skinner, Adam Skinner, Dave James
- «You know i love you» авторы: Philip Guyler, John Stax